# Lernpartnerschaft
Folgende Verbesserungen wären gut:

Quellen und Wikifizierung --Crazy1880 13:36, 22. Mai 2010 (CEST)
Eine Lernpartnerschaft ist der freiwillige Zusammenschluss von Organisationen oder Personen mit dem Ziel, mit- und voneinander zu lernen. Der Begriff hat im Rahmen von Schule-Wirtschafts-Aktivitäten als „Lernpartnerschaften zwischen Unternehmen und Schulen“ sowie im Rahmen transnationaler Entwicklungsbemühungen der EU als „Grundtvig Lernpartnerschaft“ Bedeutung erlangt.

## Lernpartnerschaften zwischen Unternehmen und Schulen
Als Reaktion auf die nach Ansicht vieler Unternehmen unzureichende Ausbildungsfähigkeit der Schulabgänger entwickelte Günter Vollmer am Lehrstuhl für Chemiedidaktik der Universität Düsseldorf Anfang der 1990er Jahre ein neues Konzept zur systematischen Zusammenarbeit von Schule und Wirtschaft. Ziel des Verfahrens ist, den Unterricht mit Hilfe von Mitarbeitern des Unternehmens besser auf die Belange, Inhalte und Berufe der umgebenden Wirtschaft auszurichten und ihn praxisnäher zu gestalten. Diese Ausrichtung auf schulische Lernziele und die Gleichrangigkeit beider Seiten wird durch den Begriff „Lernpartnerschaft“ gekennzeichnet. 
Das Lernpartnerschaftskonzept wurde von Schule-Wirtschafts-Initiativen wie „Schule & Co“ der Bertelsmann Stiftung, „KURS 21“ der Deutschen Bundesstiftung Umwelt oder „Auf KURS in die Zukunft – Kooperation Schule-Wirtschaft gestalten“ der EU-Gemeinschaftsinitiative EQUAL aufgegriffen und ist heute die Basis vieler regionaler Kooperationsnetze Schule-Wirtschaft. 
In idealtypischen Lernpartnerschaften 
- kooperieren Schulen mit Unternehmen in ihrer Nachbarschaft,
- ist das Engagement der Mitarbeiter der Unternehmen für einen wirtschaftsorientierteren Unterricht das tragende Moment der Kooperationsbeziehung
- ist die Kooperation auf Dauer angelegt und durch eine  Kooperationsvereinbarung  fixiert.

Lernpartnerschaften gehen über die oft nur punktuellen und zufälligen Kontakte Schule-Wirtschaft hinaus und entwickeln eine nachhaltige und systematische Form der Zusammenarbeit. Im Rahmen solcher Intensivbeziehungen werden Experten aus dem Unternehmen in ausgewählte Unterrichtsthemen oder -fächer eingebunden, Schülergruppen besuchen das Unternehmen, Schüler und auch Lehrer absolvieren dort Praktika usw. Dadurch lernen Schüler das Partnerunternehmen in unterschiedlichen Unterrichtsfächern und über einen längeren Zeitraum (in der Regel mehrere Jahre) kennen und erleben Wirtschaft und Arbeitswelt in konkreten Zusammenhängen. Unternehmen investieren in solche Intensivkontakte im Rahmen ihres Ausbildungsmanagements und in der Erwartung von Schulabgängern, die für die angebotenen Ausbildungsberufe besser qualifiziert sind. Ökonomisch und über längere Zeit lässt sich dies in der Regel nur durch stabilisierende Maßnahmen gestalten – möglichst im Rahmen von regionalen Netzwerken (s. u.).
Der Aufbau von Lernpartnerschaften ist ein mehrstufiger, moderierter Prozess, der zu einer schriftlichen Kooperationsvereinbarung führt, in der die beschlossenen Kooperationsmaßnahmen festgehalten werden. Eine feierliche Unterzeichnung bildet zumeist den Abschluss der Kooperationsverhandlungen. Die Kooperationsvereinbarung sollte im jährlichen Abstand überprüft und gegebenenfalls modifiziert werden. Lernpartnerschaften sind in allen allgemeinbildenden Schulformen und mit Unternehmen aller Branchen möglich.

## Lernpartnerschaftsnetze
Über einzelnen Lernpartnerschaften oder Initiativen hinausgehend hat das von Vollmer 1995 gegründete Institut Unternehmen & Schule im Auftrag unterschiedlicher Institutionen unter den Akronymen KURS (Kooperation von Unternehmen der Region und Schulen) und KSW (Kooperationsnetz Schule-Wirtschaft) stabile Kooperationsnetze Schule und Wirtschaft aufgebaut. Diese Lernpartnerschaftsnetze werden durch „Regionalmanager“ organisiert und durch stabilisierende Instrumente wie Fortbildungen, regelmäßig stattfindende Foren, Internetplattformen, Newsletter oder Unterrichtsmaterialien unterstützt. Hervorzuheben sind
- KURS Köln (Träger: IHKn Aachen, Bonn, Köln; ca. 500 Lernpartnerschaften)
- KSW Mettmann (Träger: Wirtschaftsförderung des Kreises Mettmann; ca. 70 Lernpartnerschaften)
- KSW Niederrhein (Träger Unternehmerschaft Niederrhein; ca. 50 Lernpartnerschaften)
- KSW Bochum/Herne (Träger Bezirksregierung Arnsberg; ca. 30 Lernpartnerschaften)
- KURS 21: Gefördert durch die Bundesstiftung Umwelt und in Kooperation mit dem Wuppertal Institut für Klima, Umwelt, Energie baute das Institut Unternehmen & Schule von 2003 bis 2007 in Baden-Württemberg, Nordhessen, Thüringen, Sachsen und in Wuppertal  Netze mit einem Fokus auf der Diskussion nachhaltigen Wirtschaftens auf. Die KURS 21 - Netze wurden von unterschiedlichen Organisationen fortgeführt.

Weiterhin haben bundesweit tätige Unternehmen und Organisationen wie die AOK, die Metro Group, TNT oder Kaufland begonnen, ihre Schulkontakte in Form umfangreicher spezifischer Lernpartnerschaftsnetze zu organisieren.

## GRUNDTVIG-Lernpartnerschaften
GRUNDTVIG-Lernpartnerschaften bieten eine eher niederschwellige Plattform für kleinere Kooperationsaktivitäten zwischen Einrichtungen der allgemeinen Erwachsenenbildung im weitesten Sinne. Sie zielen auf eine stärkere Teilnahme kleinerer Organisationen ab, die bisher noch keine bzw. wenig Erfahrung in europäischen Bildungskooperationen haben. 
In Lernpartnerschaften wird eher prozessorientiert zu einem Thema von gemeinsamem Interesse zusammengearbeitet. Der Austausch von Erfahrungen, von Beispielen guter Praktiken und von Methoden steht dabei im Vordergrund und soll zu neuen Anregungen führen, die in der eigenen Arbeit erprobt werden. 
Die teilnehmenden Organisationen werden ermuntert, ihre transnationale Arbeit zu dokumentieren, zu evaluieren und sie mit den Initiativen ihres lokalen Umfelds zu verknüpfen. Sie sollten daher möglichst auch mit nationalen Organisationen und Behörden zusammenarbeiten, um über eine solide Grundlage für ihre Ideen und Aktivitäten zu verfügen und geeignete Verbreitungswege zu erschließen. Der Wert des transnationalen Austausches wird dadurch erhöht und die Verbreitung bewährter Praktiken gefördert, was sich wiederum in einer nachhaltigeren Wirkung der Ergebnisse äußert. 
An den Projektaktivitäten sollen die Zielgruppen (erwachsene Lernende) möglichst von Beginn an aktiv beteiligt werden. 
Die Ergebnisse der Kooperation sollen verbreitungsfähig sein und sind z. B. gemeinsam erstellte Broschüren, Kursmaterialien, Ausstellungen oder Projektwebsites.